# SN 1998eh
SN 1998eh – supernowa odkryta 15 października 1998 roku w galaktyce E074-G09. W momencie odkrycia miała maksymalną jasność 18,00m.